# Hirano-ku (Osaka)
Hirano-ku (平野区 Hirano-ku?) es uno de los 24 barrios de la ciudad de Osaka, Japón. Hasta el 1 de agosto de 2011 tenía una población estimada de 199.472 habitantes y una densidad de 13,040 personas por metro cuadrado. La superficie total del barrio es de 15,30 km².